# Emilio Carricondo
Emilio Jesús Carricondo (* 22. Januar 1973 in San Rafael, Argentinien), genannt El Corazón de Mendoza, ist ein ehemaliger argentinischer Straßenradrennfahrer.
Carricondo war 1999 Gesamtsieger des Etappenrennens Rutas de América in dessen 28. Auflage. Mit einer Gesamtzeit von 33 Stunden 39 Minuten und 40 Sekunden verwies er dabei Walter Pérez und Javier Gómez auf die weiteren Podiumsplätze. Zudem konnte er im Rahmen der Rundfahrt, bei der er für das Radsportteam der Federación Argentina startete, auch drei Etappensiege auf der ersten, sowie den beiden Teilabschnitten der siebten Etappe für sich verbuchen. Im Jahr 2000 entschied er die Vuelta de San Rafael zu seinen Gunsten, bei der er auch 2008 vordere Plätze bei Etappen und in der Gesamtwertung belegte.